# It's Not You
It's Not You è un singolo del gruppo hard rock statunitense Halestorm, il secondo estratto dall'album omonimo pubblicato dalla Atlantic Records. Il brano, prima di essere inciso come prima traccia nell'album, era già apparso nell'EP Halestorm (demo) del 2003

## Testo
Il brano parla di una storia d'amore appena cominciata raccontata, in maniera un po' rude e vendicativa, all'ex della protagonista.

## Video
Il video musicale del brano mostra la band che suona su una pista da pattinaggio, mentre due squadre di pattinaggio femminile giocano una partita, durante la quale scoppia una rissa tra le giocatrici. Nelle scene di pattinaggio c'è una citazione al film cult degli anni 70 Rollerball.

## Tracce
CD singolo promo USA
1. It's Not You – 2:55 (David Ivory, Howard Benson, Lzzy Hale)

## Classifiche
| Classifica (2010)                                    | Posizione massima |
| ---------------------------------------------------- | ----------------- |
| Stati Uniti (Billboard Hot Rock & Alternative Songs) | 24                |